# Anthurium humboldtianum
Anthurium humboldtianum là một loài thực vật có hoa trong họ Ráy (Araceae). Loài này được Kunth miêu tả khoa học đầu tiên năm 1841.